# Constantin Vasilică
Constantin Vasilică (n. 5 februarie 1926, Tudora, județul Botoșani - d. 30 decembrie 2018, Iași) a fost un profesor universitar, doctor Honoris Causa al USAMV București, membru de Onoare al Academiei de Științe Agricole și Silvice din România și Vicepreședinte al Filialei Moldova, membru IOSDV (Internationale organishe Stickstoff-Dauerdüngungsversuche), care și-a dedicat aproape întreaga viață Școlii Agronomice Ieșene.

## Educație
Școala primară (1933-1938) a urmat-o în localitatea natală, având ca dascăl pe Ioan Niță, învățător de tip haretian, șef de promoție al Școlii Normale „Vasile Lupu“ din Iași.
În 1946 a absolvit Liceul „August Treboniu Laurian” din Botoșani.
În același an începe cursurile universitare la Iași, absolvind în 1951 Universitatea de Științe Agricole și Medicină Veterinară „Ion Ionescu de la Brad” din Iași, viața și activitatea sa profesională confundându-se cu istoria acestei instituții din ultimele șase decenii.

## Activitatea

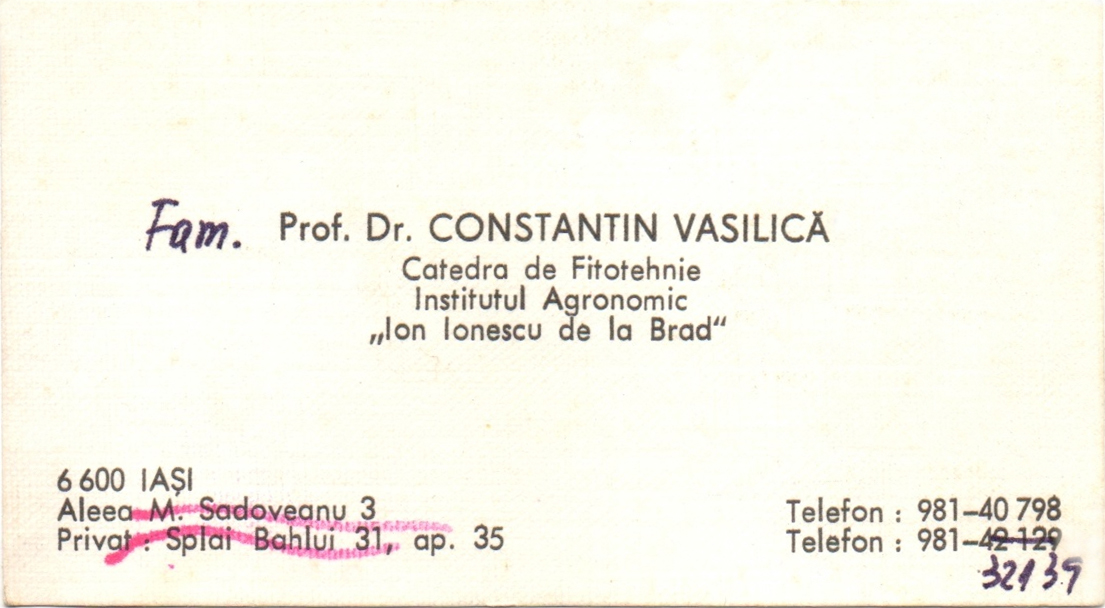
Carte de vizită

Activitatea sa publicistică însumează peste 132 de titluri apărute în țară și în străinătate, printre care 3 volume de „Prelegeri de fitotehnie“, cartea „Fitotehnie“, scrisă în colaborare și apărută în 3 ediții la Editura Didactică și Pedagogică București, „Tehnologia cultivării inului pentru fibre“, „90 de ani de învățământ agronomic universitar în Moldova“, “Istoria Învățământului Universitar Agronomic din Iași 1912 - 2012” și multe alte lucrări.
În perioada 1978-2008 a coordonat parteneriatul de colaborare științifică între Universitatea de Științe Agricole și Medicină Veterinară „Ion Ionescu de la Brad” din Iași și Universitatea „Justus Liebig” din Germania. Ca recunoaștere a  activității sale, în anul 1995, Universitatea „Justus Liebig” din Germania, i-a conferit Medalia Gisevius.

## Diplome
- 1991 - Diploma jubiliară a XXXV de ani Grupului Internațional IOSDV – Germania pentru activitatea științifică în domeniul fertilității solului;
- 1996 - Diploma de onoare cu ocazia aniversării a 40 de ani de existență a Grupului de lucru IOSDV;
- Diploma de onoare a Facultății de Zootehnie a Universității de Științe Agricole și Medicină Veterinară Iași.
- 1998 - Diploma și Premiul de Excelență a Studioului de Radio Iași pentru colaborare îndelungată;
- 1999 - Diploma „Membru de onoare” al Asociației foștilor profesori și elevi ai Liceului „A.T.Laurian” din Botoșani;
- 1999 - Diploma de Excelență a Societății Horticultorilor din România;
- 2001 - Diploma de Excelență a Facultății de Agricultură a Universității de Științe Agricole și Medicină Veterinară Iași;
- Diploma de Onoare a Societății Româno-Germane „Avicola International” SA Bacău;
- Diplomă de onoare a Facultății de Horticultură a Universității de Științe Agricole și Medicină Veterinară Iași;
- 2005 - Diplomă de Onoare „145 de ani de învățământ artistic modern la Iași” acordată de Senatul Universității de Arte „George Enescu” din Iași;
- 2006 - Diplomă de excelență a Academiei de Științe Agricole și Silvice din România;
- Diplomă de excelență a Prefecturii județului Iași;
- Diplomă de excelență a Universității de Științe Agricole a Banatului;
- Diplomă de excelență a Primăriei Municipiului Iași.

## Premii
În anul 2016, în cadrul primei ediții a acestei prestigioase manifestări, i-a fost acordat Premiul Negruzzi. Evenimentul a fost organizat de descendenții familiei Negruzzi, alături de Editura Junimea, Revista Scriptor și Crama Hermeziu din comuna Trifești, județul Iași .